# Кошкин, Валерий Иванович
Валерий Иванович Кошкин (род. 7 марта 1963, Ворошиловград) — доктор физико-математических наук, профессор. С 1 января 2015 года — ректор Севастопольского государственного университета. Член Совета Российского союза ректоров Юга России, с 2016 по 27 июня 2017 года — председатель Севастопольского регионального отделения Общероссийской общественно-государственной просветительской организации «Российское общество Знание». С 2020 года — ректор Рыбинского государственного авиационного технического университета имени Соловьёва.

## Биография
- 1991 год — окончил Московский инженерно-физический институт (с 2009 года — Национальный исследовательский ядерный университет «МИФИ»), кафедра прикладной математики
- 1991—1993 — аспирантура Московского автомобилестроительного института (ВТУЗ-ЗИЛ)
- 1993—2008 — сотрудник Московского государственного индустриального университета (с 2001 года — проректор МГИУ)
- 2008—2012 — начальник Управления научных исследований и инновационных программ Рособразования
- 2012—2014 — ректор Московского государственного индустриального университета
- С 1 января 2015 по 28 марта 2017 — ректор Севастопольского государственного университета. В 2015 году инициировал федеральный проект «Пионер-М» по постройке научно-исследовательского судна. 21 июля 2016 году проект был одобрен Агентством стратегических инициатив.
- С 2020 года — ректор Рыбинского государственного авиационного технического университета имени П. А. Соловьёва.

## Звания
Почётный работник высшего профессионального образования Российской Федерации (25 апреля 2012).

## Семья
Женат, воспитывает двоих сыновей.